# Suçıkağı, İskenderun
Suçıkağı là một xã thuộc huyện İskenderun, tỉnh Hatay, Thổ Nhĩ Kỳ. Dân số thời điểm năm 2011 là 1.354 người.